# Claudio Pompeyano
Tiberio Claudio Pompeyano (en latín: Tiberius Claudius Pompeianus; 125 - c.195) fue un destacado político, y general de Marco Aurelio, que vivió en el siglo II, y que fue cónsul romano en dos ocasiones, y llegó al cargo de senador senior de Roma tras rechazar en tres ocasiones ser emperador del Imperio Romano.

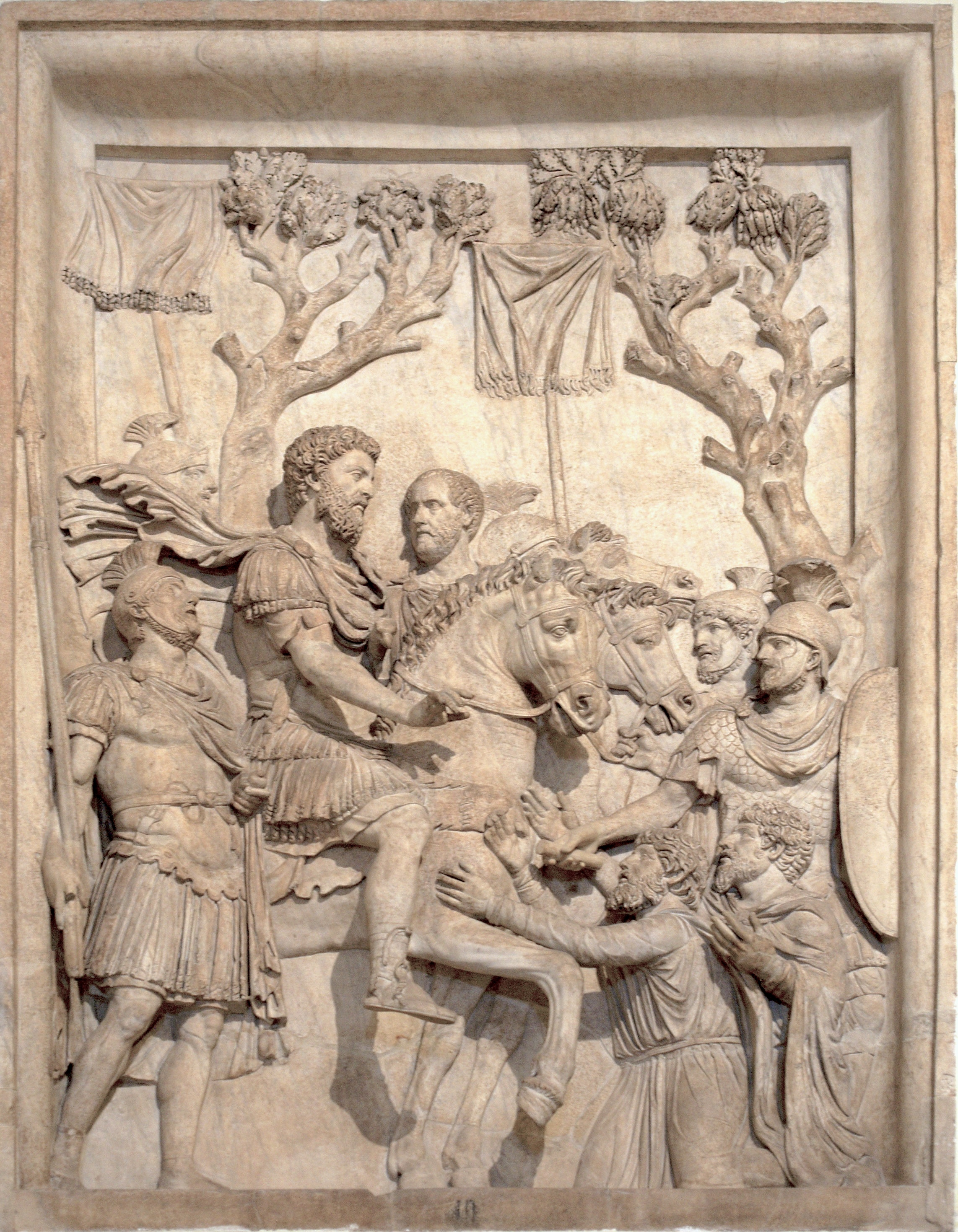
Marco Aurelio, acompañado por Tiberio Claudio Pompeyano, que aparece en segundo plano, recibe como suplicantes a unos prisioneros germanos escoltados por soldados de infantería auxiliar. Relieve del desaparecido Arco de Marco Aurelio en Roma.

## Orígenes y carrera bajo Marco Aurelio
Pompeyano, un sirio de origen humilde, hijo de un caballero romano, comenzó su cursus honorum como Tribunus Laticlavius de la Legio VII Gemina en la Hispania Tarraconense bajo Antonino Pío entre los años 145-149, posteriormente fue sucesivamente cuestor, edil, y Pretor entre los años 150 y 162, después de eso obtuvo el consulado sufecto en el año 162 junto con Tiberio Claudio Paulino, sirvió en las guerras marcomanas como general bajo las órdenes de Marco Aurelio, como legado de Panonia Inferior a partir del año 167. Apoyó durante esta época al joven Pertinax, quien probablemente era uno de sus clientes y colaborador de confianza, quien llegaría a ser emperador durante 87 días después de que el propio Pompeyano renunciara al cargo.
Después de la muerte de Lucio Vero en 169, Pompeyano se casó con su viuda, Annia Aurelia Galeria Lucila, hija de Marco Aurelio. Este matrimonio concertado, entre otras evidencias, induce a pensar que Marco Aurelio contemplaba la posibilidad de designar a Pompeyano como César y sucesor. Es posible incluso que esta oferta se hiciera efectiva, pero fuera rechazada por Pompeyano, quien fue nombrado cónsul ordinario en el año 173 junto con Gneo Claudio Severo.

## Bajo Cómodo
En el año 182 Lucila se vio involucrada, junto a miembros del Senado, en una conspiración para acabar con la vida de Cómodo, su propio hermano y emperador en esa época. Según sus planes, un sobrino de Pompeyano apuñalaría a Cómodo, pero el asesino se anticipó al mostrar sus intenciones, según la leyenda le dijo al emperador: «esta es la daga que te envía el Senado», lo que dio tiempo a Cómodo para actuar y abortar el complot. Los principales involucrados, incluidos varios conocidos senadores, fueron ejecutados. Lucila fue enviada al exilio en Capri, y allí ejecutada al poco tiempo.
Por el desarrollo de los hechos, Pompeyano tuvo que retirarse de la vida pública, aunque no participara personalmente en la conspiración. Pasó entonces la mayor parte del tiempo en el campo, arguyendo su edad y una dolencia en los ojos como excusa para no regresar. Pero al morir Cómodo en el año 193, Pertinax le ofreció el trono imperial, que él rechazó de nuevo. Pertinax se proclamó entonces emperador, pero fue asesinado por la guardia pretoriana a los casi tres meses de haber iniciado su reinado.

## Final de su vida

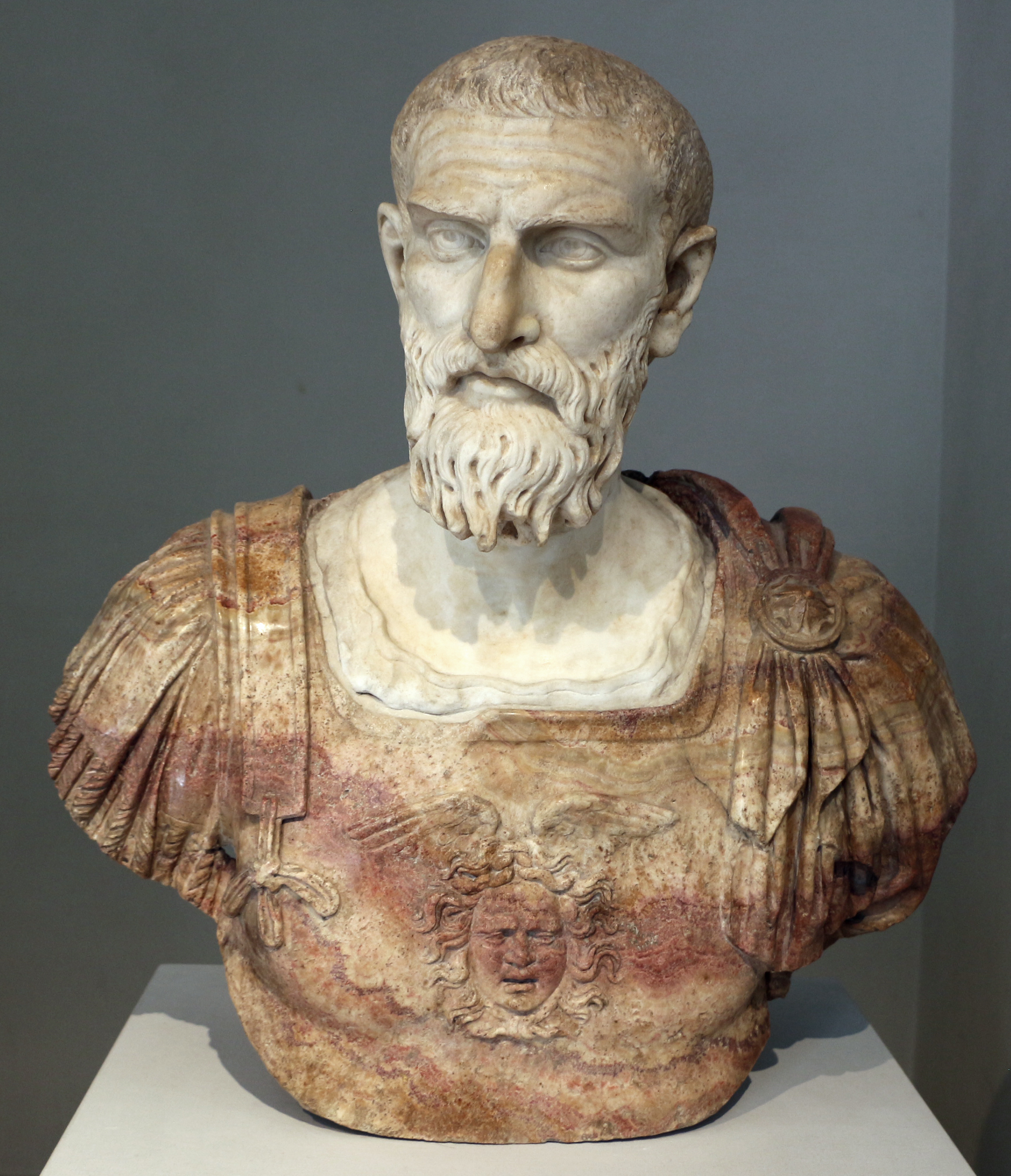
Busto de Tiberio Claudio Pompeyano conservado en el Museo Arqueológico Nacional de Venecia.

Tras el asesinato de Cómodo, Pompeyano volvió a la vida pública, demostrando que sus dolencias eran fingidas. Tomó parte en las deliberaciones del Senado, sentándose simbólicamente en el mismo banco que Pertinax. 
Didio Juliano, que fue nombrado emperador al pujar más alto en la subasta que organizó la guardia pretoriana, no pudo ganar apoyos ni siquiera entre sus propias tropas y, en un intento desesperado por salvar su vida, le pidió a Pompeyano que fuera corregente con él, lo que éste rechazó, al parecer volviendo a argumentar que se lo impedían su ceguera y sus problemas de salud, para salir airoso del trance. Juliano fue ejecutado posteriormente por un soldado a las órdenes de Septimio Severo, después de reinar tan sólo durante sesenta y seis días. Pompeyano falleció poco después.

## Descendencia
Hijo suyo y de Lucila fue Lucio Aurelio Cómodo Pompeyano, cónsul ordinario en el año 209, bajo Septimio Severo.